# Félicia Menara
Félicia Menara est une joueuse française de volley-ball née le 23 juin 1991 à Sèvres (Hauts-de-Seine). Elle mesure 1,82 m et joue passeuse. Elle compte 5 sélections en équipe de France.

## Clubs
| Club               | Pays   | De        | À         |
| Chaville Sèvres VB | France | 2004-2005 | 2005-2006 |
| RC Villebon        | France | 2006-2007 | 2006-2007 |
| IFVB               | France | 2007-2008 | 2009-2010 |
| ------------------ | ------ | --------- | --------- |
| PA Venelles VB     | France | 2010-2011 | 2011-2012 |
| Saint Fons VB      | France | 2012-2013 | 2014-2015 |
| AS.SP. V.B MAUGUIO | France | 2014-2015 |           |

## Palmarès
2007 •Qualification au championnat d'Europe cadette  /  •8e au championnat d'Europe cadette
2008 •Qualification au championnat d'Europe junior  /   •9e au championnat d'Europe junior
2009 •2e du tournoi de qualification au championnat du Monde junior  /   •9e au championnat d'Europe senior
2010 •Qualification au championnat d'Europe senior